# Estación de Quinta Grande
La Estación Ferroviaria de Quinta Grande, también conocida como Estación de Quinta Grande, es una plataforma ferroviaria de la Línea de Vendas Novas, que sirve a la localidad de Quinta Grande, en el ayuntamiento de Coruche, en Portugal.

## Descripción

### Vías de circulación y plataformas
En enero de 2011, disponía de dos vías de circulación, ambas con 694 metros de longitud, y dos plataformas, que tenían 58 y 40 metros de extensión, y 45 y 50 centímetros de altura.

## Historia
La línea fue inaugurada el 15 de enero de 1904.
En 1905, se realizó un estudio de la entonces planeada Línea del Sorraia, entre Mora y la Línea de Vendas Novas; se verificó la imposibilidad de comenzar la línea en Coruche, por lo que se programó el enlace en la estación de Quinta Grande.